# 마우로 사라테
마우로 마티아스 사라테(스페인어: Mauro Matías Zárate, 1987년 3월 18일 부에노스아이레스주 아에도 ~ )는 아르헨티나의 축구 선수로 포지션은 공격수이다. 현재는 세리에 B의 축구 클럽인 코센차 소속으로 뛰고 있다.
마우로의 형 중 롤란도 사라테와 아리엘 실비오 사라테, 세르히오 사라테는 전직 축구 선수이다. 그의 아버지는 칠레 태생이다.